# Okres Pińczów
Okres Pińczów (polsky Powiat pińczowski) je okres v polském Svatokřížském vojvodství. Rozlohu má 612,85 km² a v roce 2021 zde žilo 38 237 obyvatel. Sídlem správy okresu je město Pińczów.

## Gminy
Městsko-vesnické:
- Działoszyce
- Pińczów

Vesnické:
- Kije
- Michałów
- Złota

## Města
- Działoszyce
- Pińczów

## Sousední okresy
| Růžice kompasu | Jędrzejów | Kielce        | Kielce            | Růžice kompasu |
| Růžice kompasu | Jędrzejów | Sever         | Busko             | Růžice kompasu |
| Růžice kompasu | Jędrzejów | Okres Pińczów | Busko             | Růžice kompasu |
| Růžice kompasu | Jędrzejów | Jih           | Busko             | Růžice kompasu |
| Růžice kompasu | Miechów   | Kazimierza    | Busko, Kazimierza | Růžice kompasu |